# Alberto León Fuentes
Carlos Alberto León Fuentes (Curicó, 7 de marzo de 1924) es  un piloto civil chileno y miembro del movimiento de ultraderecha Patria y Libertad. Casado con María Estela Ruíz Izurieta (prima del excomandante en jefe del Ejército Ricardo Izurieta) con quien tuvo tres hijos: María Estela, Ricardo, y un tercer hijo que falleció cuando tenía 14 años.
En septiembre de 1999 publicó un libro llamado Tiempo rojo y el alzamiento del Blindado, donde narra cómo consiguió instructores militares para adiestrar a los integrantes del Frente de Operaciones de Patria y Libertad entre 1971 y 1973; el rol que le cupo en las semanas previas al fallido "Tanquetazo" del 29 de junio de 1973 y las acciones de grupos paramilitares que indujeron el alzamiento del Regimiento Blindado N° 2, dos meses antes del golpe de Estado de 1973 que derrocó al presidente constitucional Salvador Allende.